# Liste des maires d'Étretat
Cet article détaille la liste des maires de la commune d'Étretat, commune française située dans le département de la Seine-Maritime.

## Liste des maires
| Période                                  | Période                    | Identité                   | Étiquette   | Qualité |
| ---------------------------------------- | -------------------------- | -------------------------- | ----------- | --- |
| Les données manquantes sont à compléter. |                            |                            |             | |
| 1794                                     | 1796                       | Jean-Baptiste Morin        |             | |
| 1796                                     | 1797                       | Jean Goument               |             | |
| 1797                                     | 1800                       | Adrien Dechamps            |             | |
| 1800                                     | 1808                       | Jean Goument               |             | |
| 1808                                     | 1811                       | Adam Grandval              |             | |
| 1811                                     | 1821                       | Pierre Legros              |             | |
| 1821                                     | 1830                       | Jean-Pierre Feugueray      |             | |
| 1830                                     | 1831                       | Pierre-Simon Blanquet      |             | |
| 1831                                     | 1843                       | Jacques-Guillaume Fauvel   |             | |
| 1843                                     | 1848                       | Étienne-François Gentil    |             | |
| 1848                                     | 1852                       | Philippe Le Dentu          |             | |
| 1852                                     | 1858                       | Jacques-Guillaume Fauvel   |             | |
| 1858                                     | 1860                       | Jean-Baptiste Lenud        |             | |
| 1860                                     | 1864                       | André-Alphonse Loth        |             | |
| 1864                                     | 1870                       | Charles Mottet             |             | |
| 1870                                     | 1871                       | Martin Vatinel             |             | |
| 1871                                     | 1875                       | Augustin-Thomas Monge      |             | |
| 1875                                     | 1876                       | Charles Mottet             |             | |
| 1876                                     | 1883                       | Pierre Jules Ono-dit-Biot  | Républicain | |
| 1883                                     | 1884                       | Adolphe Boissaye           |             | |
| 1884                                     | 1884                       | P.-M. de Miramont          |             | |
| 1884                                     | mai 1892                   | Adolphe Boissaye           |             | |
| 1892                                     | 1898                       | Prosper Brindejont         |             | |
| 1898                                     | mai 1904                   | Alexandre Chouet           |             | |
| 1904                                     | décembre 1919              | Georges Flory              |             | |
| 1919                                     | 1921                       | Paul Level                 |             | |
| 1921                                     | mai 1925                   | Henri Sarazin-Levassor     |             | |
| 1925                                     | mai 1929                   | Georges Flory              |             | |
| 1929                                     | mars 1959                  | Raymond Lindon             |             | Avocat puis magistrat |
| 1959                                     | 1961                       | Lucien Delajoux            |             | |
| 1961                                     | mars 1965                  | Françoise Lieury           |             | |
| 1965                                     | mars 1971                  | Henri Collin               |             | |
| 1971                                     | mars 2001                  | Henri Dupain               |             | |
| 2001                                     | 2005                       | Monique Chevessier-Xiberas | DVD         | Démissionnaire |
| octobre 2005                             | mars 2008                  | Jean-Bernard Chaix         | DVD         | |
| 2008                                     | décembre 2016,             | Franck Cottard,            | SE          | Professeur des écoles Vice-président de la CC du canton de Criquetot-l'Esneval. (2014 → 2018) Mandat écourté par la démission de plus d'un tiers du conseil municial, dont les quatre adjoints |
| décembre 2016                            | juillet 2020               | Catherine Millet           |             | |
| juillet 2020 ,                           | En cours (au 10 août 2020) | André Baillard             |             | Militaire de la Marine nationale retraité |

## Pour approfondir